# Републикански път III-8112
Републикански път IIІ-8112 е третокласен път, част от Републиканската пътна мрежа на България, преминаващ изцяло по територията на Софийска област. Дължината му е 21,2 km.
Пътят се отклонява надясно при 13,1 km на Републикански път III-811 в центъра на град Сливница и се насочва на запад през западната част на Софийската котловина. Минава последователно през селата Алдомировци, Бърложница и Драготинци, навлиза в северните хълмисти части на планината Вискяр, завива на север и в центъра на село Габер се свързва с Републикански път III-813 при неговия 36,5 km.
| Пътища, отклоняващи се надясно (населено място, № на пътя, посока на пътя)                | km   | Пътища, отклоняващи се наляво (посока на пътя, № на пътя, населено място) |
| ----------------------------------------------------------------------------------------- | ---- | ------------------------------------------------------------------------- |
| Община Сливница, III-811, 13,1 km, гр. Сливница →                                         | 0,0  | → гр. Сливница, 13,1 km, III-811, Община Сливница                         |
| с. Алдомировци                                                                            | 4,4  | → с. Алдомировци, общински път (за с.Братушково)                          |
| с. Алдомировци                                                                            | 5    | → с. Алдомировци, общински път (за с.Радуловци)                           |
| (за с. Извор) общински път, с. Алдомировци ←                                              | 5,4  | с. Алдомировци                                                            |
| с. Бърложница                                                                             | 9,5  | с. Бърложница                                                             |
| с. Драготинци                                                                             | 13,8 | → с. Драготинци, общински път (за с.Повалиръж)                            |
| Община Драгоман                                                                           | 15,6 | Община Драгоман                                                           |
|                                                                                           | 16   | → общински път (за с.Цацаровци)                                           |
|                                                                                           | 18,2 | → общински път (за с.Ялботина)                                            |
| (от 31,7 km на II-81) III-813, 36,5 km, с. Габер → (за с. Табан) общински път, с. Габер ← | 21,2 | → с. Габер, 36,5 km, III-813 (до 45,4 km на II-63) с. Габер               |